# Nancy Carroll
Nancy Carroll, geboren als Ann Veronica LaHiff (New York, 19 november 1903 - aldaar, 6 augustus 1965) was een Amerikaans actrice.
Ze maakte haar filmdebuut in 1927, toen de geluidsfilm nog niet was opgedoken. Ze maakte haar debuut in Easy Come, Easy Go (1928).
In 1930 werd ze genomineerd voor een Academy Award voor Beste Actrice voor haar rol in The Devil's Holiday. Tijdens haar contract bij Paramount Pictures, klaagde ze vaak over de kwaliteit van de opgestuurde scripts. Ze stond bekend als een actrice waar niet makkelijk mee samen te werken was.
Om die reden werd haar contract in 1933 niet verlengd. Ze maakte nog films voor enkele andere studio's, voordat ze in 1938 stopte met het maken van films. Ze werd in de jaren 50 een actrice in de televisie en had een vaste rol in The Aldrich Family. In 1963 maakte ze haar laatste verschijning, met een gastrol in Going My Way.
Carroll bleef echter werkzaam in het theater. Toen ze in augustus 1965 niet kwam opdagen voor een voorstelling, bleek ze thuis te zijn overleden aan een hartaanval.
- Biblioteca Nacional de España: XX4689601
- Bibliothèque nationale de France: cb146723355 (data)
- Gemeinsame Normdatei: 1031524533
- International Standard Name Identifier: 0000 0001 1628 945X
- Library of Congress Control Number: n88051175
- SNAC: w6wj5p68
- Virtual International Authority File: 42102865
- WorldCat: E39PBJdGR9QX9g4JWMpppqqCwC